# Dirección de Seguridad Nacional
La Dirección de Seguridad Nacional (DSN) fue un antiguo organismo de inteligencia policial venezolano establecido en 1948 por la Junta Militar de Gobierno, presidida por el general Carlos Delgado Chalbaud, con el fin de institucionalizar un organismo de inteligencia nacional para el Estado venezolano y auxiliar a los tribunales en investigación penal. Sin embargo, en la práctica, cometió varias violaciones hacia los derechos humanos y hechos de terrorismo de Estado hacia opositores y disidentes, trabajando como un brazo represivo del Estado venezolano durante la Dictadura Militar. Fue disuelto el 24 de enero de 1958, un día después de que el general Marcos Pérez Jiménez es objeto de un golpe de Estado. Durante la dictadura de Pérez Jiménez su director fue Pedro Estrada.

## Orígenes
El origen de este organismo se remonta al 4 de agosto de 1938 cuando fue sancionada la Ley de Servicio Nacional de Seguridad decretada por el Congreso de los Estados Unidos de Venezuela. A partir de esta fecha empezó a funcionar en Venezuela el Cuerpo de Investigación Nacional.
Este servicio fue reorganizado en 1945 y a raíz del golpe militar del 18 de octubre de ese año, la Junta Revolucionaria de Gobierno empezó a utilizarlo para ejercer una fuerte represión contra la oposición política del país. Al ser derrocado el presidente Rómulo Gallegos en 1948, cambia la denominación para tecnificar al cuerpo y pasa a ser la Dirección de Seguridad Nacional dependiente del Ministerio de Relaciones Interiores. La Sección Político-Social responsable de las persecuciones políticas fue creada mediante Decreto Ejecutivo n.º 162, de fecha 22 de junio de 1949.

## Organización
La SN tuvo cuatro Directores:

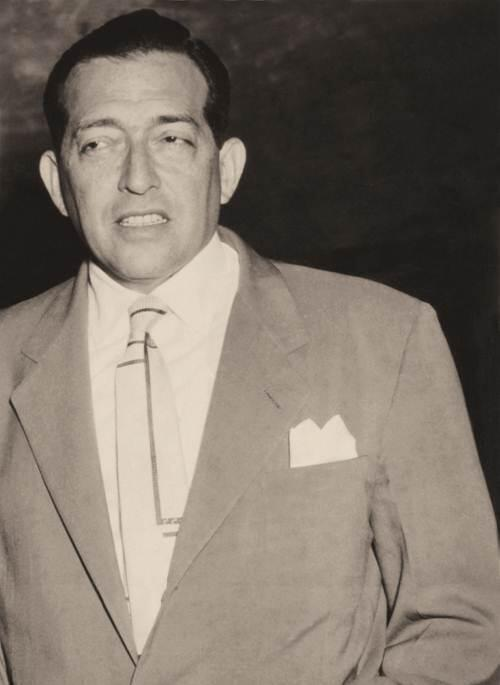
Pedro Estrada. Jefe de la Dirección de Seguridad Nacional de 1951 a 1958.

- Jorge Maldonado Parilli, desde el 24 de noviembre de 1948 (la fundación) hasta el 31 de agosto de 1951.
- Pedro Estrada, desde el 31 de agosto de 1951 hasta el 10 de enero de 1958.
- Coronel (Ej.) Luis Teófilo Velasco, desde el 11 de enero hasta el 21 de enero de 1958.
- Régulo Fermín Bermúdez, desde el 22 de enero hasta el 24 de enero de 1958, momento de su disolución.

## Actuaciones
Durante su funcionamiento, su director Pedro Estrada junto a Miguel Silvio Sanz (el negro) en la SN se encargaron de enviar a 822 venezolanos acusados de ser militantes de Acción Democrática y a comunistas al campo de concentración de Guasina, en el Delta del Orinoco, el cual funcionó hasta diciembre de 1952. Posteriormente deportó a estas personas a las diferentes cárceles venezolanas. Según testimonios, incluyendo la novela Se Llamaba SN de José Vicente Abreu, la organización realizó tortura y desaparición como método sistemático de interrogatorio así como la detención y allanamientos a domicilios sin necesidad de orden judicial, gran parte de estas acusaciones nunca fueron probadas.

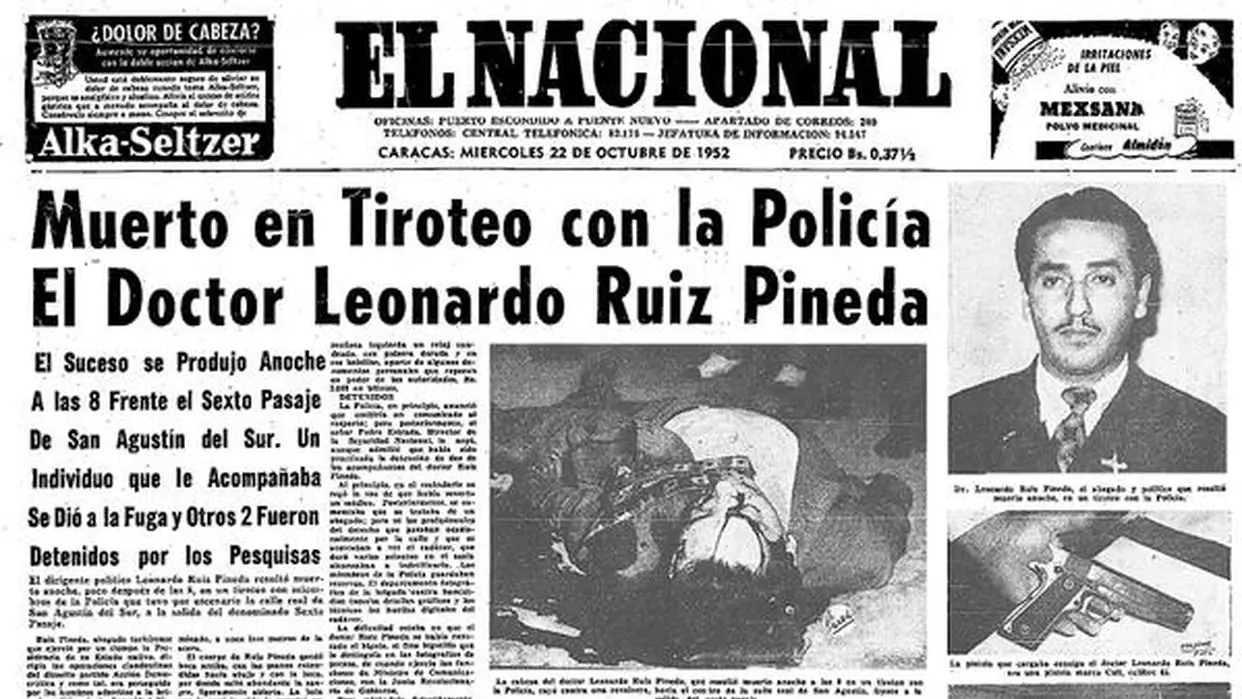
Portada del periódico El Nacional informando sobre la muerte de Leonardo Ruiz Pineda.

Las principales muertes que se le acusan a la Seguridad Nacional son las de Cástor Nieves Ríos, Leonardo Ruiz Pineda, Alberto Carnevali, Antonio Pinto Salinas y Luis Hurtado Higuera, el resto que suman unas 20 personas no pudieron ser probadas en los juicios posteriores, pues algunos como el Teniente León Droz Blanco murió en Colombia. La Dirección de Seguridad Nacional es considerado uno de los mejores Cuerpo de Inteligencia Policial en Venezuela y se destacó durante años por los métodos de interrogatorios a los presos.

## Ubicación
El edificio de la SN estuvo ubicado desde 1949 hasta 1953 en la Segunda Avenida de Los Samanes con cruce a la avenida Principal de El Paraíso, fecha en la que fue trasladado a la avenida México donde está ubicado actualmente el Hotel Alba Caracas (antiguo Hotel Hilton). Ambos edificios fueron demolidos con los años, actualmente donde estuvo el primer edificio, se encuentra la Clínica Popular de El Paraíso. Donde se encontraba el segundo edificio, se encuentra el Hotel Alba Caracas en la plaza Morelos cruce con avenida México.

## Disolución

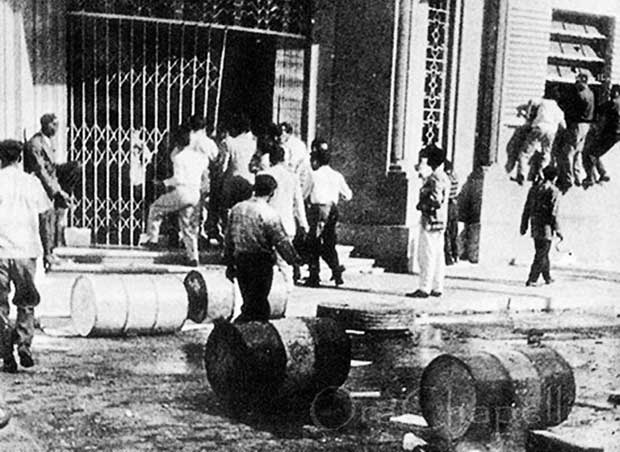
Manifestantes allanan la Dirección de Seguridad Nacional durante el Golpe de Estado del 23 de enero.

Después del 10 de enero, fecha en que fue destituido Pedro Estrada del cargo de Director, el nuevo encargado fue el coronel Teófilo Velasco, quien ordenó la salida de la mayoría de los presos "privilegiados", entre ellos los sacerdotes, militares y algunos escritores. El día 22 de enero, el general Luis Llovera Páez ordenó el nombramiento del Régulo Fermín Bermúdez quien no pudo asumir el cargo por cuestiones de tiempo, en vista de que en menos de 24 horas derrocaron el Régimen. 
La madrugada del 23 de enero, la multitud asaltó el edificio de la SN, quemó parte de los archivos, lincharon a algunas personas a quienes señalaron como funcionarios y liberaron a los presos políticos. El 24 de enero por la tarde, la Junta Militar de Gobierno presidida por el Contralmirante Wolfgang Larrazábal ordena, mediante el Decreto número tres, la disolución de la Dirección de Seguridad Nacional del organigrama del Ministerio de Relaciones Interiores.

## Después de su disolución
De inmediato se inició la captura de los principales responsables de torturas y crímenes, quienes fueron llevados a juicio al año siguiente y condenados a diversas penas de prisión. Los tribunales venezolanos abrieron un juicio a 23 exfuncionarios de ese cuerpo policial. Este juicio duró desde mediados de 1958 y dictó sentencia el 1 de abril de 1963. 

### Sentencias

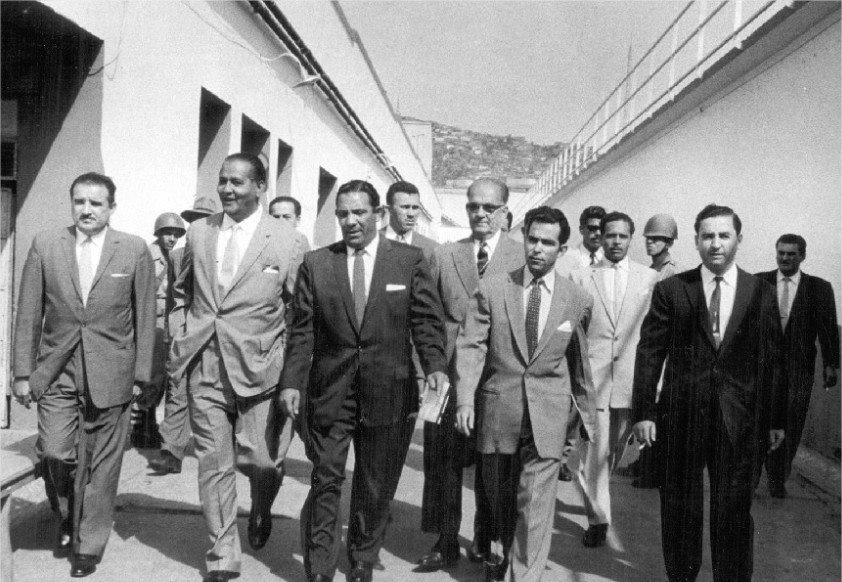
Miembros de la Seguridad Nacional siendo llevados a juicio ante la Corte Suprema de Justicia.

Los acusados y sus sentencias fueron los siguientes:
- Miguel Silvio Sanz Áñez (alias "El Negro Sanz"): exjefe de la Sección Político Social,  dieciséis años de presidio por el asesinato de Luis Hurtado Higuera, Genaro Salinas y torturas a infinidad de detenidos.
- Asunción Cabrita Rojas: siete años, dos meses y doce días de presidio como cómplice en el homicidio de Luis Hurtado Higuera.
- Braulio Barreto: recibió una pena de 20 años por el homicidio de Antonio Pinto Salinas y posteriormente otra de 18 años por el homicidio del Teniente León Droz Blanco, más un año por bigamia. Salió luego de 23 años en presidio.
- Manuel Delgado Díaz (alias "El mocho"): cuatro años, cuatro meses y quince días de presidio por el homicidio de Ramón Alirio García.
- Gregorio González Gómez (alías "el Alcatraz"): catorce años, cuatro meses y veinticuatro días de presidio por su participación en el homicidio de Luis Hurtado Higuera.
- José Manuel Hernández Sandoval (alías "el Loco"): cuatro años de prisión por lesiones a un detenido.
- José Manuel Polachini: seis años, nueve meses y dos días de presidio por complicidad en el homicidio del Capitán Wilfrido Omaña y lesiones y detención ilegal de activistas políticos.
- Miguel Antonio Soto: nueve años, dos meses y doce días de presidio como cómplice en el homicidio del Capitán Wilfrido Omaña y por el homicidio de Rafael Simón Urbina.
- Andrés Melciades Ayala: exsecretario de Miguel Silvio Sanz Añez (alias "el Negro Sanz"), una pena de seis años, once meses y 6 días por lesiones a varios detenidos
- Ramón Norato Useche: seis años de presidio por el homicidio de Rafael Simón Urbina.
- Jesús Alberto Piñero: cuatro años, nueve meses y 18 días como cómplice del homicidio del Capitán Wilfrido Omaña.
- José Inés Alcalá (alias "El rayao"): cuatro años, nueve meses y 18 días de presidio como cómplice del homicidio del Capitán Wilfrido Omaña.
- Luis Antonio Díaz Torrealba (alias "El viejo"): cuatro años, nueve meses y 18 días de presidio como cómplice del homicidio del capitán Wilfrido Omaña.
- Jesús Manuel González Pacheco (alias "Pachequito"): interrogador quien fue inmortalizado en la novela Se llamaba SN de José Vicente Abreu. Cuatro años, nueve meses y 18 días de presidio como cómplice del homicidio del Capitán Wilfrido Omaña.
- Salvador Graffe: cuatro años, nueve meses y 18 días de presidio como cómplice en el homicidio del Capitán Wilfrido Omaña.
- Ramón Emilio Solorzano: cuatro años, nueve meses y 18 días de presidio como cómplice del homicidio del Capitán Wilfrido Omaña.
- Vicente Ferrer Borges (alias "El indio"), siete años, un mes y 18 días por el homicidio de Ramón Alirio García y complicidad en el homicidio del capitán Wilfrido Omaña.
- Luis Enrique Torres (alias "Torrecito"): cuatro años de prisión por lesiones a un detenido.
- Capitán Luis Tirado Alcalá: oficial del Ejército que había sido espía de la SN y entregó al Capitán Wilfrido Omaña la noche de su asesinato, cuatro años, nueve meses y 18 días de presidio como cómplice de ese homicidio.
- Daniel Augusto Colmenares (alias "Suela Espuma"): diez años, tres meses y 20 días de presidio por cómplice del homicidio de Leonardo Ruiz Pineda

Algunos de los principales responsables de delitos habían escapado del país, como Luis Llovera Páez, Laureano Vallenilla-Lanz Planchart, Pedro Estrada. Domingo Ruano, quien había regresado a España a principios de enero de 1958. Ulises Ortega había sido nombrado cónsul de Venezuela en Vigo desde 1955 y no regresó hasta muchos años después sin haber tenido problemas con la justicia a pesar de la gran cantidad de acusaciones por maltratos y su responsabilidad en el asesinato de Wilfrido Omaña y del inspector Manuel Vicente Omaña. El ex inspector de los Servicios de la SN, Luis Rafael Castro (alias "El bachiller"), se suicidó en prisión ingiriendo barbitúricos el 15 de febrero de 1958.